# Telaprocera joanae
Telaprocera joanae là một loài nhện trong họ Araneidae.
Loài này thuộc chi Telaprocera. Telaprocera joanae được miêu tả năm 2008 bởi Harmer & Volker W. Framenau.